# منطق سه‌ارزشی
در منطق، منطق سه ارزشی یکی از منطق‌های چندارزشی است؛ که دارای سه ارزش درست، نادرست و نامشخص است. منطق سه ارزشی دارای حوزه‌های متفاوتی می‌باشد. از متداول‌ترین حوزه‌های منطق چند ارزشی لوکاسیه‌ویچ و کلینی معروف شده‌اند. از این میان حوزه کلینی با توجه به سمبلیک و تعاریف مناسبی که برای عملگرهای پایه دارد، در دنیای علوم کامپیوتر بسیار شناخته شده و مورد قبول است.

## منطق کلینی
در پایین جدول ارزش منطق کلینی را می‌بینید:
| A AND B | A AND B | B      | B      | B      |
| A AND B | A AND B | درست   | نامشخص | نادرست |
| ------- | ------- | ------ | ------ | ------ |
| A       | درست    | درست   | نامشخص | نادرست |
| A       | نامشخص  | نامشخص | نامشخص | نادرست |
| A       | نادرست  | نادرست | نادرست | نادرست |

| A OR B | A OR B | B    | B      | B      |
| A OR B | A OR B | درست | نامشخص | نادرست |
| ------ | ------ | ---- | ------ | ------ |
| A      | درست   | درست | درست   | درست   |
| A      | نامشخص | درست | نامشخص | نامشخص |
| A      | نادرست | درست | نامشخص | نادرست |

| A      | NOT A  |
| ------ | ------ |
| درست   | نادرست |
| نامشخص | نامشخص |
| نادرست | درست   |

مفهوم مواد برای منطق کلینی را می‌توان به صورت زیر نوشت:
{\displaystyle A\rightarrow B\ {\overset {\underset {\mathrm {def} }{}}{=}}\ {\mbox{NOT}}(A)\ {\mbox{OR}}\ B} جدول ارزش آن:
| A → B | A → B  | B    | B      | B      |
| A → B | A → B  | درست | نامشخص | نادرست |
| ----- | ------ | ---- | ------ | ------ |
| A     | درست   | درست | نامشخص | نادرست |
| A     | نامشخص | درست | نامشخص | نامشخص |
| A     | نادرست | درست | درست   | درست   |